# CXorf38
CXorf38 (англ. Chromosome X open reading frame 38) – білок, який кодується однойменним геном, розташованим у людей на короткому плечі X-хромосоми. Довжина поліпептидного ланцюга білка становить 319 амінокислот, а молекулярна маса — 36 670.
| 10         |  | 20         |  | 30         |  | 40         |  | 50         |
| ---------- |  | ---------- |  | ---------- |  | ---------- |  | ---------- |
| MVLSELAARL |  | NCAEYKNWVK |  | AGHCLLLLRS |  | CLQGFVGREV |  | LSFHRGLLAA |
| APGLGPRAVC |  | RGGSRCSPRA |  | RQFQPQCQVC |  | AEWKREILRH |  | HVNRNGDVHW |
| GNCRPGRWPV |  | DAWEVAKAFM |  | PRGLADKQGP |  | EECDAVALLS |  | LINSCDHFVV |
| DRKKVTEVIK |  | CRNEIMHSSE |  | MKVSSTWLRD |  | FQMKIQNFLN |  | EFKNIPEIVA |
| VYSRIEQLLT |  | SDWAVHIPEE |  | DQRDGCECEM |  | GTYLSESQVN |  | EIEMQLLKEK |
| LQEIYLQAEE |  | QEVLPEELSN |  | RLEVVKEFLR |  | NNEDLRNGLT |  | EDMQKLDSLC |
| LHQKLDSQEP |  | GRQTPDRKA  |  |            |  |            |  |            |

A: Аланін

C: Цистеїн

D: Аспарагінова кислота

E: Глутамінова кислота

F: Фенілаланін

G: Гліцин

H: Гістидин

I: Ізолейцин

K: Лізин

L: Лейцин

M: Метіонін

N: Аспарагін

P: Пролін

Q: Глутамін

R: Аргінін

S: Серин

T: Треонін

V: Валін

W: Триптофан

Кодований геном білок за функцією належить до фосфопротеїнів. 
Задіяний у таких біологічних процесах, як альтернативний сплайсинг, метилювання. 